# Boletice
Boletice – miejscowość i gmina (obec) w Czechach, w kraju południowoczeskim, w powiecie Český Krumlov. W 2022 roku liczyła 0 mieszkańców.